# 16 @ War
16 @ War è il singolo di debutto della cantante Karina dal suo album di debutto First Love. È stato prodotto e scritto da Tricky Stewart. È stato per otto settimane nella classifica Hot R&B/Hip-Hop Songs raggiungendo la posizione 51, partendo dalla 93. La canzone racconta le difficoltà che incontrano le sedicenni dal loro punto di vista.